# كلوي باكيوت
كلوي باكيوت (بالفرنسية: Chloé Paquet)‏ مواليد 7 يناير 1994، هي لاعبة كرة مضرب فرنسية تلعب باليد اليمنى. أعلى تصنيف لها في الفردي كان المركز الـ 258 في سنة 2015. أعلى تصنيف لها في الزوجي كان المركز الـ 472 في سنة 2015.

## روابط خارجية
- كلوي باكيوت على موقع رابطة محترفات التنس (الإنجليزية)
- كلوي باكيوت على موقع الاتحاد الدولي لكرة المضرب (الإنجليزية)
- كلوي باكيوت على موقع بطولة ويمبلدون (الإنجليزية)
- كلوي باكيوت على موقع خلاصة التنس.كوم (الإنجليزية)
- كلوي باكيوت على موقع إي إس بي إن.كوم (الإنجليزية)